# Crossota millsae
Crossota millsae är en nässeldjursart som beskrevs av Thuesen 2003. Crossota millsae ingår i släktet Crossota och familjen Rhopalonematidae. Inga underarter finns listade i Catalogue of Life.